# Rio Crespo
Rio Crespo este un oraș în Rondônia (RO), Brazilia.